# Patricia Emy Aoki
Patrícia Emy Aoki é uma ex-competidora de ginástica artística brasileira. Representou o Brasil nos Jogos Pan-Americanos de 1999, sendo medalha de bronze por equipes.

## Biografia
Competiu no Campeonato Mundial de Ginástica Artística de 1997, em Lausanne, na Suíça, ao lado de Mariana Gonçalves. Terminou a disputa na 84ª posição geral, não conseguindo vaga na próxima fase.
Participou dos Jogos Pan-Americanos de 1999, em Winnipeg, no Canadá. Conquistou a medalha de bronze por equipes, atrás dos Estados Unidos e Canadá.
Disputaria o Campeonato Mundial de Ginástica Artística de 1999, em Tianjin, na China, mas ficou contundida e foi substituída por Stefani Salani.